# Distretto di Delvinë
Il distretto di Delvina (in albanese: Rrethi i Delvinës) era uno dei 36 distretti amministrativi dell'Albania. Apparteneva alla prefettura di Valona.
La riforma amministrativa del 2015 ha suddiviso il territorio dell'ex-distretto in 2 comuni: Delvinë e Finiq.
Nel territorio del distretto di Delvina vive una minoranza etno-linguistica di origine greca.

## Geografia antropica

### Suddivisioni amministrative
Il distretto comprendeva un comune urbano e 3 comuni rurali.

#### Comuni urbani
- Delvina

#### Comuni rurali
- Finiq
- Mesopotam (Mesapotam)
- Vergo